# Ardil

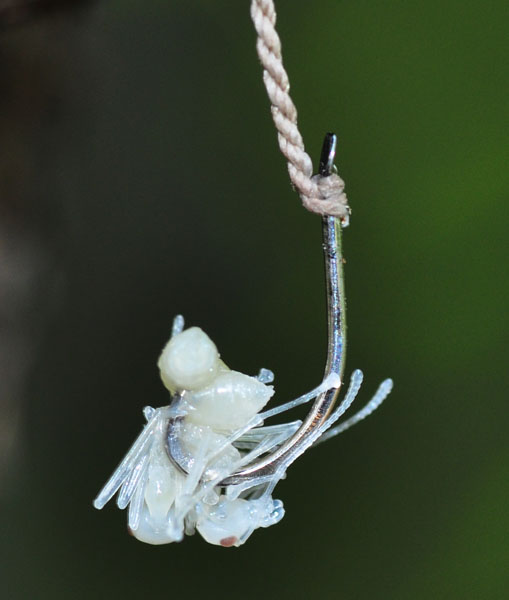
Isca de formiga para pesca

Ardil, isco ou isca é uma estratégia ou objeto utilizado para atrair uma presa ou inimigo. Podem separar-se dois usos distintos destas palavras: o uso militar ou para-militar (com as suas ramificações securitárias) e o uso civil, com destaque para a pesca e, em muito menor escala, para a caça.
Na pesca, os iscos que são tradicionalmente mais utilizados são insetos, minhocas e ainda pequenos peixes, moluscos (especialmente lulas e vários tipos de bivalves) e, mais raramente, crustáceos. Ou seja, de um modo geral para capturar uma determinada espécie, utiliza-se como isco uma presa dessa espécie.
Na pesca de água doce moderna, popularizaram-se uma série de iscos artificiais, muitas vezes feitos de plástico, normalmente com formas que fazem lembrar os iscos biológicos.